# Gran Turismo 4 Prologue
Gran Turismo 4 Prologue (グランツーリスモ4プロローグ, Guran Tsūrisumo Fō Purorōgu) é um jogo de corrida da série Gran Turismo lançado exclusivamente para o Playstation 2, e desenvolvido pela Polyphony Digital. Ele foi lançado em 5 de dezembro de 2003 no Japão e no Sudeste da Ásia, 16 de janeiro de 2003, na Coreia do Sul, e 28 de maio de 2003 na Europa. Por certas razões, o jogo não foi lançado no mercado norte-americano.
Esta curta versão do título precedeu o lançamento da versão completa de Gran Turismo 4, em 2004, e acabou sendo continuada em Gran Turismo 5 Prologue em 2006.

## Edição Especial
No Japão um limitado "Signature Edition" retratando a assinatura do produtor da série Kazunori Yamauchi na capa pacote precedeu o lançamento da edição regular. A edição regular também foi empacotada com uma cerâmica branca do console PlayStation 2 em um Natal limitado SKU chamado "PlayStation Racing Pack" lançado no Japão em 5 de dezembro de 2002.
Na Europa, o jogo foi empacotado com uma acção promocional "Making Of" DVD-Video. Embora destinado a ser um conteúdo limitado, o DVD-vídeo também foi incluído no relançamento Platinum. O DVD foi posteriormente incluído na limitação de Gran Turismo 4 um "DVD Especial Set" lançado no Japão em 30 de dezembro de 2003.
A edição regular foi interrompido e o jogo foi reemitido ao abrigo da Sony "Greatest Hits" linha no Japão, em 7 de agosto de 2003  e na Europa ("Platinum").

## Geral
Gran Turismo 4 foi destinado a ser lançado mundialmente no Natal em  2002, mas foi adiado.No entanto a Polyphony lançou uma prévia do jogo (incluindo um documentário bônus no disco na Europa) para a plena experiência de Gran Turismo 4.
Apesar de ter sido necessário limitar o número de carros e cursos incluídos, este produto ainda incluída algumas das principais características da franquia de Gran Turismo, como corridas, o tempo ataque e licença testes.  O sneak preview também expressa a mais recente tecnologia da Polyphony Digital que tinha acumulado ao longo dos últimos dois anos. O jogo é Caracterizado por 50 pistas, 500 veículos, bem como cinco cursos, este demo foi expandido e concebido como um stop-gap até a versão completa ser lançada.
O jogo inclui um Driving School (Licença Testes), Free Run e Time Attack bem como a primeira versão de alguns circuitos, como a pista de New York, que foi modificado na versão completa.

## Driving Force Pro
Um novo volante oficial foi lançado, o Driving Force Pro conhecido como GT Force Pro no Japão e colabora com force feedback, foi lançado pela Logitech (Logicool no Japão), para coincidir com a data de lançamento de Gran Turismo 4 Prologue.

## Vendas
Em 30 de abril de 2008, Gran Turismo 4 Prologue já vendeu 790000 cópias no Japão, 110000 no sudeste da Ásia, 50000 na Coreia do Sul e 410000 na Europa.